# Alétheia
Alétheia (en grec ἀλήθεια, 'veritat') és el concepte filosòfic que es refereix a la sinceritat dels fets i de la realitat. Literalment la paraula significa 'allò que no està amagat, allò que és evident', el que 'és vertader'. També fa referència al 'desocultament de l'ésser'.
Es tracta d'un concepte significatiu en els estudis filosòfics i epistemològics, perquè en definir la veritat com alétheia se la distingeix d'altres teories com ho són la de la correspondència o la de la coherència.

## Història
El terme fou emprat pel filòsof presocràtic Parmènides en el seu poema Sobre la natura. Segons ell, es pot oposar el domini de la veritat (alétheia) al de l'opinió (doxa). Després es llegeix a les Definicions del pseudo-Plató que l'alétheia és la «disposició que permet l'afirmació i la negació».
Durant la primera meitat del segle xx, Martin Heidegger recuperà l'alétheia i desenvolupà la noció a la forma en què es coneix en la contemporaneïtat com un intent d'entendre la Veritat. Heidegger donà una anàlisi etimològica al terme i li donà el sentit de 'fer evident'.
Per tant, l'alétheia és diferent d'unes altres conceptualitzacions sobre la veritat ben conegudes, les quals la descriuen com un estat de coses (teoria de la correspondència), mentre que Heidegger se centra en l'elucidació d'un significat de veritat que és presocràtic.
En principi, alétheia significa veritat, però mentre que la veritat o veritas s'obliga a la correspondència entre nocions reconciliables, alétheia en canvi des-oculta, desvela. És a dir, allò ocult es fa evident a si mateix, de manera que a-pareix (ad+parere) i, per tant, es dona com quelcom intel·ligible. Per exemple, un martell conté en el seu desocultament el seu propi ús amb el qual el fuster articula la seva feina de manera transparent o tàcita. En altres paraules, articula amb el martell sense que ell mateix es noti fent-lo. No obstant això, per a qui desconegui la forma d'operar del martell, aquest no es dona i no es desoculta com una eina de treball, sinó com una "cosa" amb la qual no pot articular-se.